# Рябошапка, Степан Кириллович
Степан Кириллович Рябошапка (1886, Полтавская губерния — май 1942 года, Самарканд) — шахтёр-стахановец, герой первых пятилеток. Депутат Верховного Совета УССР I созыва.

## Биография
Родился в селе близ города Ново-Георгиевск Полтавской губернии. Сын конюха, старший из детей. С 1901 года работал на шахте «Центральная» (с 1934 года — им. Дзержинского) Щербиновского рудника в Донбассе: лампонос, дверовой, крепильщик, проходчик, углеруб, с 1930 года бригадир.

М. И. Калинин вручает орден Трудового Красного Знамени инструктору стахановских методов труда треста «Дзержинскуголь» С. К. Рябошапке.

Вслед за Никитой Изотовым в 1932 году внедрил в своей бригаде применение пневматических отбойных молотков, увеличив производительность вдвое. В том же году возглавил отстающую бригаду забойщиков участка «Двойник-запад» и вскоре вывел её в передовые.
После начала Великой Отечественной войны руководил эвакуацией шахтерских семей. Сам уехал в Среднюю Азию.
Умер от острой сердечной недостаточности.

Рябошапка среди делегатов 18 съезда партии.

Награждён орденами Ленина и Трудового Красного Знамени.
Депутат Верховного Совета УССР I созыва.
В Дзержинске Степану Рябошапке установлен памятник.